# 貝盧斯科尼之死
2023年6月13日上午9點30分，曾三度出任部長會議主席（總理）的意大利政治人物、商业巨头及前AC米蘭主席，西爾維奧·貝盧斯科尼于倫巴底大區米蘭市聖拉斐爾醫院因病逝世，其生前罹患慢性髓细胞性白血病，在病情惡化后搶救無效逝世，享壽86歲。

## 經過
西爾維奧·貝盧斯科尼于2023年4月5日至4月16日因慢性髓细胞性白血病引發肺部感染，入住米蘭聖拉斐爾醫院重症監護室。在經過13天的搶救后，貝盧斯科尼因呼吸與腎功能逐漸恢復，轉入普通病房治療。此事也造成了一定程度的謠言傳播。他在入院期間，其親朋好友有前往照看，當貝盧斯科尼之子路易吉·貝盧斯科尼在4月12日接受媒體訪問其父病況是否好轉時，其給出肯定答復。貝盧斯科尼的身體狀況也引起AC米蘭球迷及其支持者的關心，很多人爲他獻詞、祝福，期盼前總理能早日恢復健康。
意大利《政治報》指出，此前貝盧斯科尼的身體狀況就已每況愈下：如他曾因心臟問題在2016年時接受主动脉瓣置换開胸手術；在2019年時因腸部機能性阻塞而做手術；在2021年因腸胃炎結合2019冠状病毒病入院；2022年因冠状病毒病後遺症入院。而他此次入院已開始接受化學療法。貝盧斯科尼的重症監護室主治醫師，阿尔贝托·赞格里洛同血液學、骨髓移植及腫瘤學部門主任法比奥·西塞里表示，貝盧斯科尼經過自4月22日至26日的治療，其器官功能有在“確實的恢復”，臨床診斷結果也趨於穩定。
貝盧斯科尼於該年5月16日出院，面對媒體訪問時曾表示自己的身體狀況已經好很多，只是需要更多時間復建。他同時還嘲弄了稱其已“死亡”的謠言，笑稱這種流言蜚語説多了就不靈了，也只會爲他“延年益壽”，同時感謝醫護人員的照顧。儘管貝盧斯科尼身體曾一度好轉，但在6月9日再次入院，并於6月11日至12日夜間病情急劇惡化，最終於歐洲中部時間2023年6月13日上午9點30分辭世，享壽86歲。

## 國葬
貝盧斯科尼去世後的幾個小時，其遺體被運送位於倫巴底阿科爾的聖馬蒂諾別墅安置，期間唯其子女得進入靈堂守靈。次日，在親友的見證下，阿科爾本堂神父讓多明尼克·哥倫布同貝盧斯科尼私人神父在教堂為主持安魂彌撒。意大利内閣隨即宣佈當日為全國哀悼日，并下令全國降半旗三天，以示悼念。不過此舉也引起了政壇論戰，如中左翼聯盟就對此反對與抗議，也有法學界及政治學專家質疑合法性。
貝盧斯科尼之國葬于2023年6月14日在米蘭大教堂由米蘭總主教馬里奧·德爾皮尼以安博礼主持，德爾皮尼獻出了關於生命意義的演講，提及貝盧斯科尼的一生中不同的面向，如商業、公衆生活以及政治等。在演講的最後，德爾皮尼總結道：“此君曾生爲人，而今得見主矣”。縂主教的演講引起媒體的不同評論：《每日事實》評價有些“冰冷”；《晚間郵報》則贊譽其為“完美的作品，沒有絲毫做作虛僞”，且貝盧斯科尼的家人也贊賞主教的演講；《論文雜志》評論為一次“偉大的福音講道”；《信息報》認爲此演講可能受到天主教平信徒運動組織「共融與釋放」創始人路易吉·朱撒尼神父理念的啓發。
宗教仪式结束后，贝卢斯科尼的遗体被送回聖馬蒂諾別墅，之后再转送到瓦伦扎的潘塔雷火葬场火葬。火葬后的骨灰安放于都爾的瑪爾定教堂的豪华墓园，墓地毗邻贝卢斯科尼父母和妹妹的。以下為主持或參與貝盧斯科尼國葬之神職人員：
- 米蘭总主教瑪略·德尔皮尼（英语：Mario Delpini）
- 米蘭大教堂大司祭贾南托尼奥·博尔戈诺沃（義大利語：Gianantonio Borgonovo）
- 眾議院随行神职人员弗朗西斯科·佩謝（義大利語：Francesco Pesce）
- 駐意大利圣座大使埃米尔·保罗·切里格（義大利語：Emil Paul Tscherrig）
- 阿尔科雷牧師兼圣马蒂诺别墅私人随行神职人员多梅尼科·科伦坡（義大利語：Giandomenico Colombo）

## 抗议活动
举行国葬及下半旗致哀的决定引起反对派的抗议。部分中间偏左翼反对派称有关决定不合时宜，因为贝卢斯科尼生前丑闻缠身。一名女性身穿写有“我不哀悼”（Io non sono in lutto）字样的T恤衫，在米兰大教堂前抗议，结果遭到贝卢斯科尼支持者围攻，最终被警方带走。一名年轻男子高举“這不是我的哀悼日”（Non il mio lutto）标语在众议院门前抗议。意大利左翼阵营代表人物、锡耶纳外国人大学校长托马索·蒙塔纳里以学校拥有学术自由为由，拒绝下半旗，认为下半旗会让学校“失去所有教育和道德信誉”。中间偏右政党意大利活力党的领袖马泰奥·伦齐批评蒙塔纳里的决定，认为可以就不遵守公共法令起诉他，并呼吁他辞职。与此同时，蒙塔纳里的支持者在请愿网站Change.org发起联署，得到超过2万个签名。贝卢斯科尼的反对者、《事实日报》编辑马可·特拉瓦利奥严厉批评对丑闻缠身的贝卢斯科尼进行他所谓的宣福礼。
重建共产党、绿党和左翼联盟与民主党部分党员发起抗议活动。经常被贝卢斯科尼性别嘲讽的民主党党员罗茜·宾迪表示举行国葬是不尊重反对贝卢斯科尼的大多数人。朱塞佩·孔特、尼古拉·弗拉托安尼、安杰洛·博内利等反对派领袖宣布抵制国葬。孔特虽然向贝卢斯科尼的家人和好友表达哀悼，但表示若不致哀就显得虚伪、不尊重五星運動的价值观和原则，而这种价值观和原则与贝卢斯科尼的那一套“相差甚远”。孔特还批评公私合营的传媒体制开始对贝卢斯科尼的形象进行圣徒传记式的重构。